# Constância
Constância és un municipi portuguès, situat al districte de Santarém, a la regió del Centre i a la subregió de Médio Tejo. L'any 2006 tenia 3.793 habitants. Limita a nord, est i sud amb Abrantes i a l'oest amb Vila Nova da Barquinha i Chamusca.

## Població
| Població del municipi de Constância (1801 – 2004) | Població del municipi de Constância (1801 – 2004) | Població del municipi de Constância (1801 – 2004) | Població del municipi de Constância (1801 – 2004) | Població del municipi de Constância (1801 – 2004) | Població del municipi de Constância (1801 – 2004) | Població del municipi de Constância (1801 – 2004) | Població del municipi de Constância (1801 – 2004) | Població del municipi de Constância (1801 – 2004) |
| ------------------------------------------------- | ------------------------------------------------- | ------------------------------------------------- | ------------------------------------------------- | ------------------------------------------------- | ------------------------------------------------- | ------------------------------------------------- | ------------------------------------------------- | ------------------------------------------------- |
| 1801                                              | 1849                                              | 1900                                              | 1930                                              | 1960                                              | 1981                                              | 1991                                              | 2001                                              | 2004                                              |
| 1583                                              | 2526                                              | 3034                                              | 3248                                              | 4077                                              | 3949                                              | 4170                                              | 3815                                              | 3796                                              |

## Freguesies
- Constância
- Montalvo
- Santa Margarida da Coutada